# Burg Anselfingen
Die Burg Anselfingen, auch Turm genannt, ist eine abgegangene Burg in Anselfingen, ein Stadtteil von Engen im Landkreis Konstanz in Baden-Württemberg.
Bei der Ortsburg handelte es sich um eine Turmburg (Wohnturm), deren genaue Lage nicht bekannt ist. Die Burg wurde im 13. oder 14. Jahrhundert erbaut, und im Zeitraum zwischen dem Jahr 1400 und 1563 erwähnt.